# دخل سلبي
الدخل السلبي هو الدخل النقدي المتدفق بشكل منتظم والناتج عن الاستثمار في مشروع معين دون الحاجة إلى المشاركة المادية أو الوجود الفعلي للمستثمر الحاصل على الدخل.

## نبذة
يختلف الدخل السلبي عن الدخل المكتسب كالأجر أو عوائد المشروع الخاص، إذ يُعرَّف عموماً بأنه الدخل المتدفق بجهد ضئيل. من أمثلة الدخل السلبي إيرادات التأجير وأية أنشطة تجارية لا يشارك فيها الكاسب مادياً خلال السنة.